# Stargazy pie

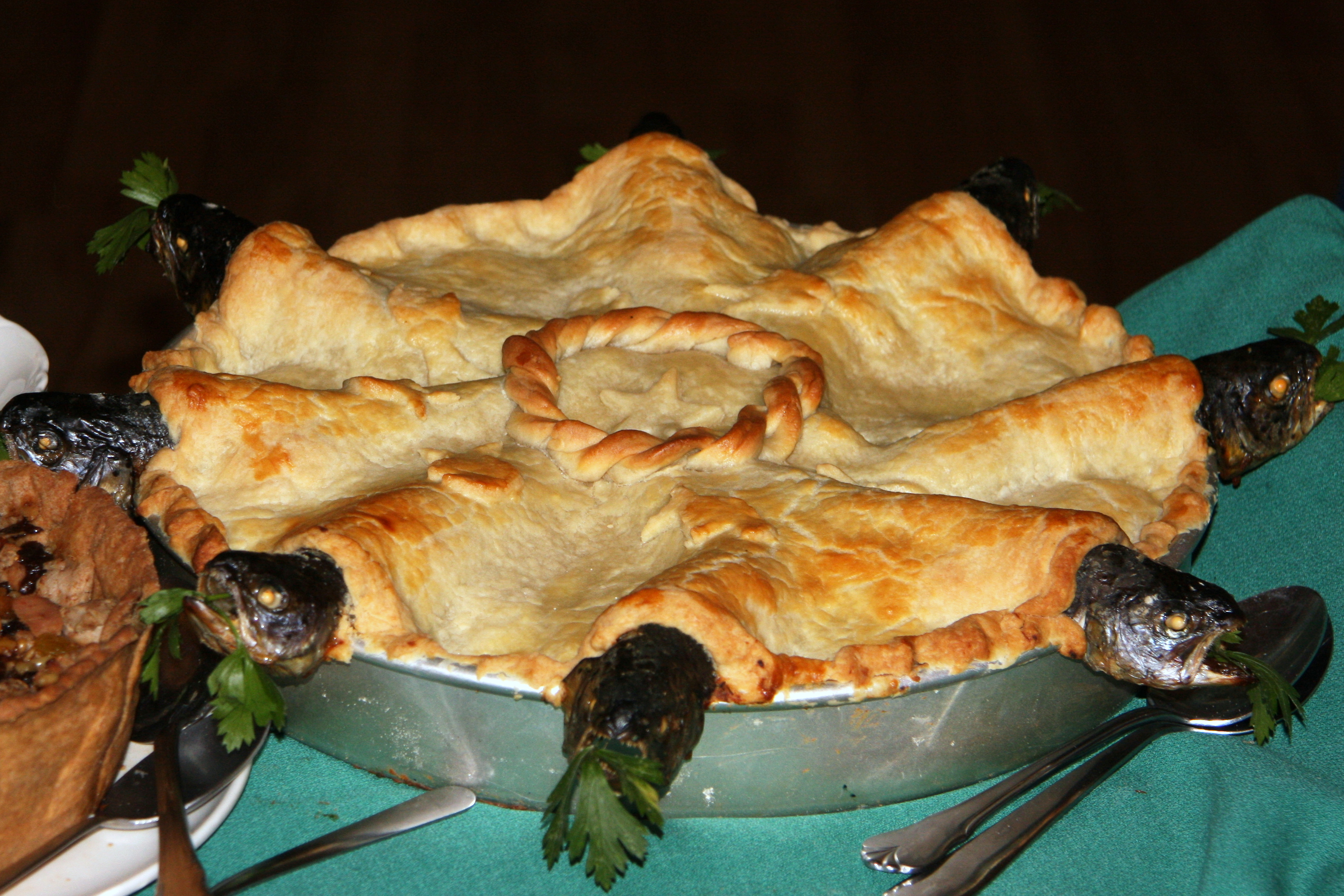
Stargazy pie horneado.

El stargazy pie es un plato de Cornualles (Inglaterra) hecho con sardinas al horno cubiertas con una corteza de masa. Las sardinas se disponen con las colas hacia el centro del pastel y las cabezas asomando a través de la corteza por el borde, de forma que parece que están mirando hacia las estrellas (stargazing, en inglés).
El plato procede de la localidad de Mousehole en Cornualles, y se toma tradicionalmente durante la festividad de Tom Bawcock's Eve.
El ingrediente principal del pastel es la sardina, aunque puede sustituirse por caballa o arenque. Además del pescado, un stargazy pie típico lleva huevos duros, panceta, cebolla y mostaza. Existen muchas variantes sobre estos ingredientes, algunas de las cuales incluyen patatas hervidas y vino blanco. Todas las recetas coinciden en la corteza de pasta brisa a través de la cual sobresalen las cabezas e incluso las colas de los pescados.